# Koeleria riguorum
Koeleria riguorum là một loài thực vật có hoa trong họ Hòa thảo. Loài này được Edgar & Gibb mô tả khoa học đầu tiên năm 1999.